# Austrolimnophila interjecta
Austrolimnophila interjecta là một loài ruồi trong họ Limoniidae. Chúng phân bố ở miền Australasia.